# 葫芦岛站
葫芦岛站，位于中华人民共和国辽宁省葫芦岛市连山区，是沈山铁路和葫芦岛支线上的火车站，建于1898年，由中国铁路沈阳局集团有限公司锦州车务段管辖，办理客运业务，货运办理整车普通货物到发。
车站建于1898年12月，最初名为连山站，1938年更名为锦西站:310。1992年当地政府新建站房，1994年9月10日投入使用。1999年4月1日更名为葫芦岛站，同时接管葫芦岛支线的马仗房站和龙港站（原名葫芦岛站）:234。2005年，葫芦岛站和沟帮子站、兴城车务段、秦沈客运专线管理中心合并成立锦州车务段。

## 车站结构
葫芦岛站站房建于1990年代初，建筑面积17433平方米，可容纳3000人候车:234。站房外立面以“海鸥”为设计意向，但被部分网民调侃形似“三角泳裤”。2015年6月车站对站房外立面及内部进行改造，于当年10月完工。
葫芦岛站配有到发线9条（含正线2条），调车线14条:371。车站站场设有通往航锦科技、中航黎明锦西化工机械、中石油锦西石化分公司的专用线，这三条专用线为连接化工厂而建于1939年。1952年又修建通往锦西机场的专用线，长1.2公里；1958年修建龙湾专用线，长8.2公里:309。
| 北↑ | 站房 | 售票处、候车室                        |  |
|     |      | 调车场                                |  |
|     |      | 到发线                                |  |
|     |      | 到发线                                |  |
| Ⅰ道 |      | （兴城站）沈山铁路 下行正线（塔山站） |  |
|     | 侧式 |                                       |  |
| 3道 | 1    | 客车 到发线                           |  |
|     |      | 到发线                                |  |
|     |      | 到发线                                |  |
| Ⅱ道 |      | （兴城站）沈山铁路 上行正线（塔山站） |  |
|     | 侧式 |                                       |  |
| 8道 | 2    | 客车 到发线                           |  |
|     |      | 到发线                                |  |
| 南↓ |      |                                       |  |

## 車站周邊
- 虎跃快客乘降站
- 葫芦岛大酒店
- 连山区发展和改革局
- 连山区中小企业局
- 连山区中医院